# Homopolaire motor

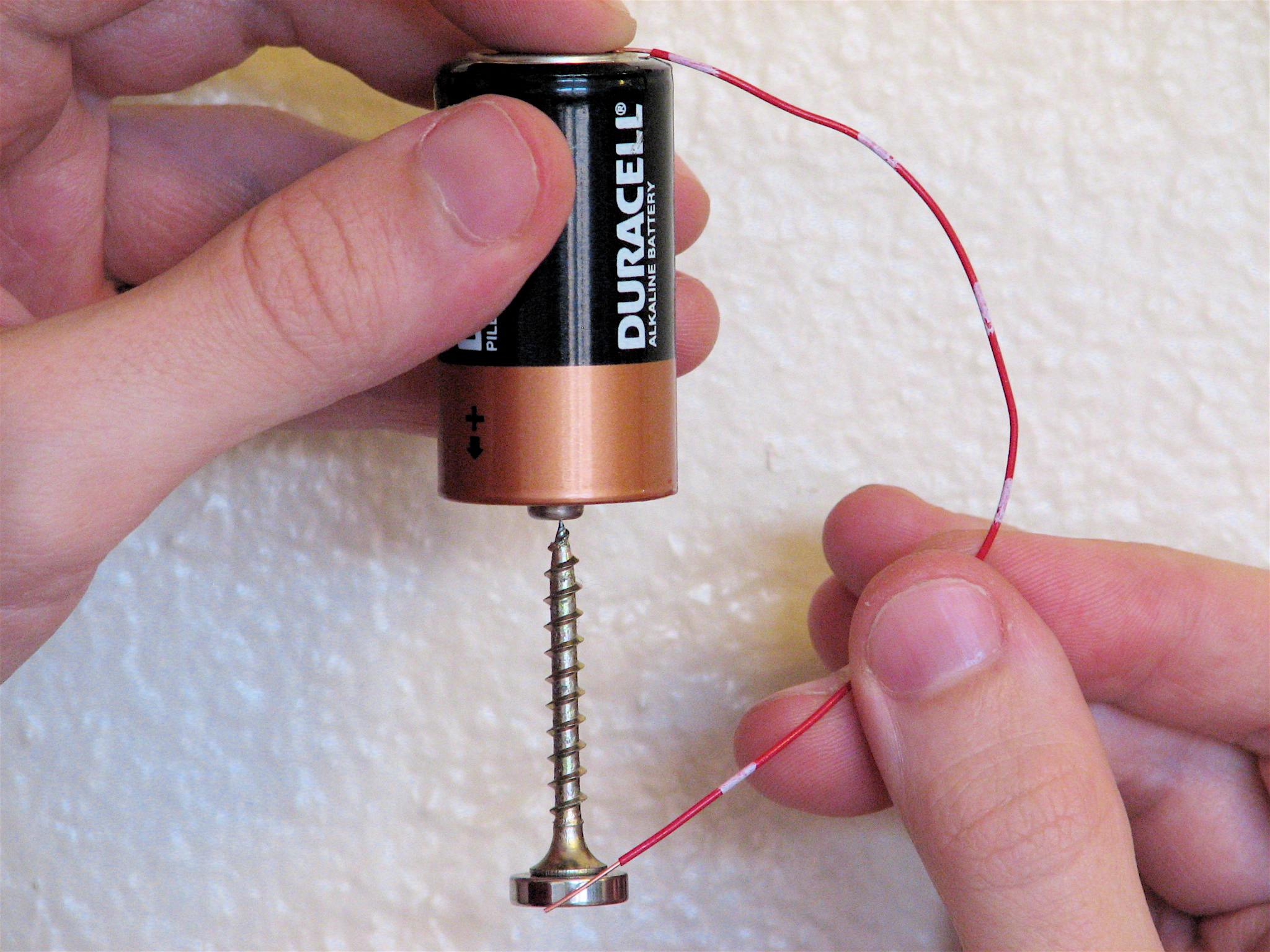
Zelfbouw eenvoudige homopolaire motor die bestaat uit een schroef, batterij, draad en neodymium schijfmagneetje. Het magneetje zit hier op de kop van de schroef, onder het contact met de draad. De schroef en de magneet hebben contact met de onderkant van de batterij en worden door magnetische aantrekkingskracht bijeen gehouden. De schroef en de magneet draaien. Zie de video's bij externe links voor andere voorbeelden met een draaiende draad in plaats van een schroef.

Een homopolaire motor is een elektromotor die wordt aangedreven door een magnetisch veld langs de draaias en een elektrische stroom door een geleider die deels niet evenwijdig loopt aan het magnetisch veld. De lorentzkracht laat de geleider en eventueel de magneet ronddraaien. Omdat de stroomrichting niet omkeert heet de motor homopolair.

## Beschrijving
De magneet hoeft geen stroom te geleiden en hoeft ook niet mee te draaien. De magneet kan op de batterij worden vastgeklikt en de geleider gaat draaien als de stroomkring gesloten wordt. De geleider moet ergens niet evenwijdig lopen aan het magnetisch veld, wil er een lorentzkracht optreden. Deze staat haaks op zowel de elektrische stroomrichting als het magnetisch veld en veroorzaakt een koppel dat de geleider laat draaien.
Anders dan bij andere elektromotoren veranderen de richtingen van de elektrische stroom en het magneetveld niet. Een homopolaire motor is omkeerbaar, net als de meeste elektromechanische machines: hij zet elektrische energie om in beweging, maar kan ook beweging omzetten in elektrische energie, als een dynamo - zie homopolaire generator.

## Geschiedenis
De homopolaire motor was het allereerste apparaat dat elektromagnetisme omzette in draaiing. Hij werd gebouwd en gedemonstreerd door Michael Faraday in 1821 in de Royal Institution te Londen.

## Voorbeeld: motor met twee armen
Elektrische stroom, magnetische veldlijnen en lorentzkracht in de homopolaire motor. Verklaring: de stroomvector I is in blauw aangegeven, het magneetveld B in rood en de lorentzkracht F in groen, waarbij een pijlstaart (kruis) de richting van ons af aangeeft en de pijlpunt de richting naar ons toe.

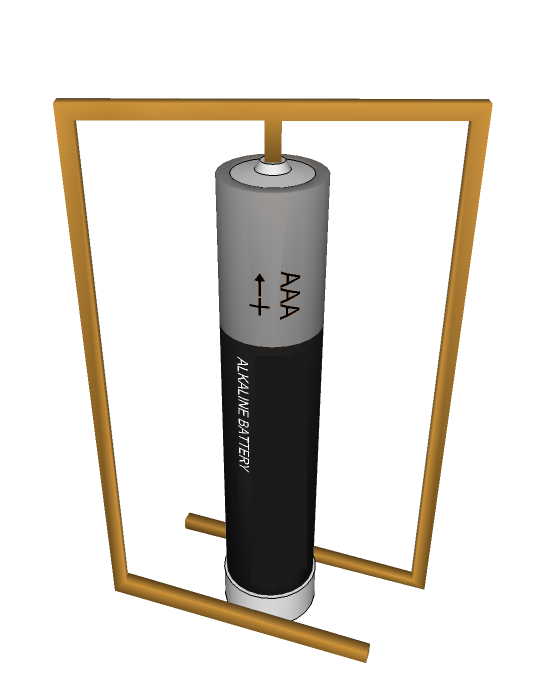
Homopolar motor 3D
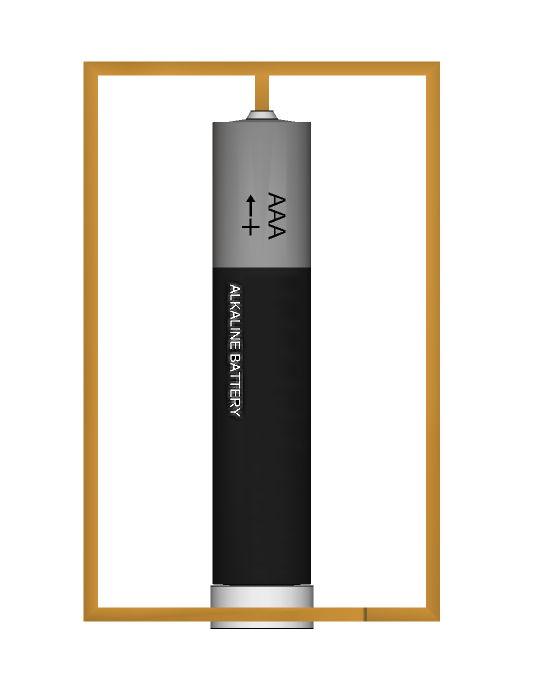
Homopolar motor 2D
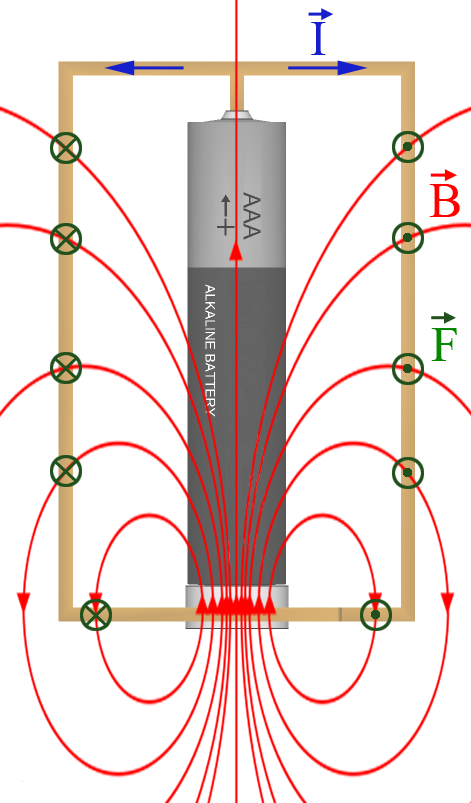
Elektriciteit, magnetische veldlijnen en lorentzkracht bij een homopolaire motor
- Video